# Undă staționară

Unda staţionară (în negru) este rezultatul suprapunerii a două unde progresive de amplitudini şi frecvenţe egale, ce se propagă în sensuri contrare. În noduri (marcate cu puncte roşii) amplitudinea oscilaţiei rezultante este nulă. Lungimea de undă a unei unde staționare este de două ori distanța dintre două noduri adiacente.

Unda staționară este fenomenul fizic rezultat în urma suprapunerii a două unde de aceeași frecvență pe aceeași direcție ,dar în sensuri opuse sau în direcții diferite. Prin interferența celor două unde se obține o structură ondulatorie constantă în timp. Undele care interferă pentru a crea unda staționară pot fi de orice fel: mecanice, sonore, optice, electromagnetice etc. Locurile unde oscilația rezultantă are amplitudine minimă se numesc noduri, iar cele cu amplitudine maximă se numesc ventre (sing. ventru, din franceză ventre = burtă). Prin opoziție cu undele staționare, undele elementare obișnuite se numesc unde progresive.
Dacă (sau acolo unde) undele inițiale au aceeași amplitudine, oscilația care rezultă în noduri are amplitudinea nulă. În celelalte cazuri unda rezultantă este o combinație între o undă progresivă și o undă staționară.
În funcție de mediul de propagare undele staționare pot fi uni-, bi- sau tridimensionale, ca de exemplu:
- o dimensiune: coarda vibrantă, tubul sonor, fibra optică;
- două dimensiuni: cutia de rezonanță a instrumentelor muzicale, suprafața unui lichid, membrana unei tobe;
- trei dimensiuni: interiorul unei încăperi, spațiul în care se propagă unde luminoase coerente.